# Tom of Finland
Touko Valio Laaksonen (Kaarina, 1920. május 8. – Helsinki, 1991. november 7.), közismert művészi álnevén Tom of Finland, finn képzőművész, aki a huszadik századi meleg kultúrára nagy hatást gyakorló stilizált férfialakokat ábrázoló, homoerotikus műveiről ismert. Négy évtizedes munkássága alatt több mint 3500 illusztrációt készített.

## Ifjúkora és pályakezdése
Laaksonen a finnországi Kaarina városában született, nem messze Turkutól. Mindkét szülője középiskolai tanár volt, akik a kaarinai gimnáziumban tanítottak. A család az iskola épületéhez kapcsolódó épületben lakott.
Turkuban járt iskolába, majd 1939-ben, 19 éves korában költözött Helsinkibe, hogy reklámot tanuljon. Szabadidejében erotikus képek kezdett rajzolni saját szórakoztatására, a képeket azokról a munkásférfiakról mintázta, akiket fiatal kora óta látott. A rajzokat kezdetben rejtegette, majd mielőtt bevonult a hadseregbe, megsemmisítette őket. Finnország háborúba lépett a Szovjetunióval, majd hivatalosan belépett a második világháborúba, ezért 1940-ben besorozták. Légelhárítóként szolgált másodhadnagy besorolásban. Később fetisiszta érdeklődését az egyenruhás férfiakkal, különösen a Finnországban szolgáló német Wehrmacht katonákkal való találkozásnak tulajdonította. "A rajzaim nem politikai állásfoglalások, nem ideológia. Csak magára a képre gondolok. Az egész náci filozófia, a rasszizmus és társai gyűlöletesek nekem, ettől még persze lerajzoltam őket—nekik voltak a legszexibb egyenruháik!" A háború után, 1945-ben visszatért tanulmányaihoz.
Laaksonen művészete ebben az időszakban a későbbiekhez képest romantikusabb, lágyabb, "szelídebb alakokkal és formákkal." A férfiak jellemzően középosztálybeliek, szemben a későbbi időszakra jellemző matrózokkal, motorosokkal, favágókkal és más sztereotipikusan hipermaszkulin munkásosztálybeli férfiakkal. Másik lényeges különbség, hogy hiányoznak a drámai kompozíciók, a magabiztos pózok, izmos testek és "egzotikus környezetek", amely későbbi munkájára olyan jellemző volt.

## Karrier
1956-ban Laaksonen beküldte rajzait a Physique Pictoral befolyásos amerikai magazinnak, amely a képeket az 1957-es tavaszi számában Tom álnév alatt tette közzé. Az álnévre azért esett a választás, mert hasonlított a Touko keresztnévre. A Tom of Finland nevet Bob Mizer szerkesztő alkotta meg a magazin téli számában. Az 1957 tavaszi szám címlapján jelent meg egyik rajza, amely két favágót ábrázolt munka közbe, akit egy harmadik férfi néz. A kép a finn mitológiára épül, amely a favágókat az erős férfiassággal azonosította, ennek a helyzetnek a "homoerotikus lehetőségeit" hangsúlyozta, amely "meleg összefüggésbe helyezte" a jelenetet. Ez a stratégia egész életpályájára jellemző volt.
A második világháborút követő időszak a motoros szubkultúra terjedését hozta, amely elutasította "a háború utáni konformizmusra és letelepedett életmódra épülő életet". A motoros szubkultúra egyszerre volt marginális és ellenkulturális; a lázadást és a kockázatvállalást középpontba állító stilizált férfiasságot biztosított a háború utáni meleg férfiaknak. Ez szemben állt a korban elterjed sztereotípiákkal: a filmek és a kabarék a meleg férfiakat nőiesnek állították be. Laaksonen rajzaira George Quaintance, Etienne és társainak motorosokat ábrázoló képei is hatással voltak. Laaksonen motoros és bőrös férfiakat ábrázoló rajzai a meleg férfiakat a vadság, a fizikai lét és az önállóság megtestesítőiként mutatták be., szemben a mainstream kultúrával és az orvosi és pszichológiai szakirodalommal, amely a meleg férfiakat szomorú, érzékeny, passzív fiataloknak állította be. Laaksonen rajzai az "1950-es években meleg szubkultúrájában már létező stílusokat és diskurzusokat konszolidálta" ez vezetett ahhoz, hogy széles körben elterjedt és népszerűvé vált e szubkultúrán belül.

## Fordítás
- Ez a szócikk részben vagy egészben  a   Tom of Finland című angol Wikipédia-szócikk ezen változatának fordításán alapul.  Az eredeti cikk szerkesztőit annak laptörténete sorolja fel. Ez a jelzés csupán a megfogalmazás eredetét és a szerzői jogokat jelzi, nem szolgál a cikkben szereplő információk forrásmegjelöléseként.